# Ed Harris
Edward Allen "Ed" Harris (født 28. november 1950) er en amerikansk skuespiller, manuskriptforfatter og instruktør. Nomineret hele fire gange til en Oscar og vinder af en Golden Globe Award, samt en Screen Actors Guild Award. Ed Harris havde sin debut som filminstruktør i 2000 med filmen Pollock, hvor han også spillede hovedrollen som den amerikanske maler Jackson Pollock.

## Filmografi i udvalg
- Mænd af den rette støbning (1983) – John Glenn
- The Abyss (1989) – toolpusher Virgil 'Bud' Brigman
- Firmaets mand (1993) – Wayne Tarrance
- China Moon (1994) – kriminalbetjent Kyle Bodine
- Nixon (1995) – E. Howard Hunt
- Apollo 13 (1995) – flyveleder Gene Kranz
- The Rock (1996) – brigadegeneral Francis X Hummel
- The Truman Show (1998) – mediemogul Christof
- Pollock (2000)
- Enemy at the Gates (2001) – major König
- A Beautiful Mind (2001)
- The Hours (2002)
- A History of Violence (2005)
- National Treasure: Book of Secrets (2007)
- Appaloosa (2008) – Virgil Cole
- Med livet som indsats (2012)
- Westworld (2016)